# Michel Grain
Michel Grain (Saint-Georges-lès-Baillargeaux, Viena, 6 d'octubre de 1942) és un ciclista francès que fou professional entre 1964 i 1970. Del seu palmarès destaca la victòria final al Gran Premi del Midi Libre de 1967.

## Palmarès
- 1964
  - 1r al Boucles du Bas-Limousin
- 1966
  - 1r al Circuit de la Viena
- 1967
  - 1r al Gran Premi del Midi Libre i vencedor d'una etapa
- 1974
  - 1r al Gran Premi de Montamisé
- 1977
  - 1r al Gran Premi de Montamisé

### Resultats al Tour de França
- 1965. 83è de la classificació general
- 1966. 66è de la classificació general
- 1967. 39è de la classificació general
- 1968. 37è de la classificació general
- 1970. Abandona (7a etapa)

### Resultats a la Volta a Espanya
- 1965. 20è de la classificació general
- 1968. 37è de la classificació general

### Resultats al Giro d'Itàlia
- 1964. 48è de la classificació general
- 1967. Abandona